# Леньків (Золочівський район)
Ле́ньків — село в Україні, у Золочівському районі Львівської області. Населення становить 122 особи. Орган місцевого самоврядування - Буська міська рада.